# Dwayne Demmin
Dwayne Demmin (21 maggio 1971) è un ex calciatore trinidadiano, di ruolo difensore.
È il fratello gemello di Craig Demmin.